# 檢驗圖
檢驗圖（又名），又稱測色板、测试卡、测试图，是專門測試電視機顏色用的一種动（静）態圖片。測試色（Colour Bars）又名彩色條紋訊號，僅是檢驗圖的一種，兩者並不是相等的關係。電視台每天開播之前，首先播出檢驗圖及測試色，以供觀眾調整電視機。依據檢驗圖，觀眾可以判斷電視機的動作狀態及性能是否良好。在黑白電視的時代，檢驗圖當然只有黑白兩色；進入彩色電視的時代，則以彩色檢驗圖為主流，黑白檢驗圖次之。
測試色是利用最簡單的電子方式產生。早期的檢驗圖是使用飛點掃描器（Flying spot scanner）或影片放映機組（Telecine camera chain）藉由光線對圖片的反射或幻燈片的照射而產生圖形，其播出時的品質受到光學及機器本身性能的限制，無法得到良好的畫面品質，因而失去了播放檢驗圖的意義，故有電子彩色檢驗圖型產生器的誕生。

## 格式

### 英国
在英國，當地的電視台使用三種測色板：
1. F型測色板（英语：Test_Card_F）（Test Card F）一塊由英國廣播公司電視技工George Hersee發明的測色板。它是所有測色板內最特別的，因為測色板中間有該技工當時年僅8歲的女兒卡罗尔·赫西（英语：Carole Hersee）（現時是一名戲服設計師）與她的小丑布偶Bubbles[2]玩井字棋的照片。在科技改進後，這個測色板經過改良，變成J型測色板（英语：Test_Card_F#Test_Card_J）（Test Card J）和16:9比例的W型測色板（英语：Test_Card_F#Test_Card_W） (Test Card W)。F型測色板也被其他英聯邦國家的電視台使用。天空电视台亦以此款測色版作延伸，製作一輯講解高畫質電視操作的導覽短片[3]。
2. D型測色板（Test Card D，又稱「畢卡索測色板」）：一塊由獨立廣播管理局（英语：Independent Broadcasting Authority）（IBA）為旗下的獨立電視頻道設計的測色板。在1960年代常用。

SMPTE色彩檢驗圖

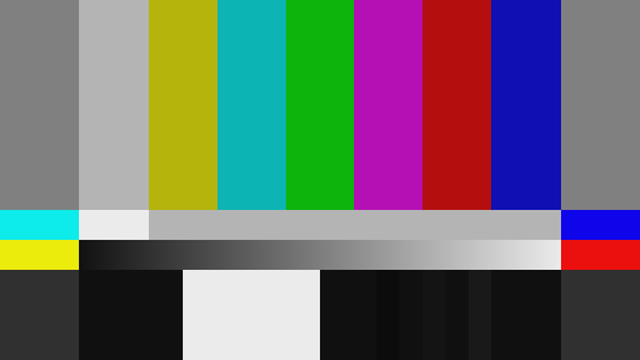
ARIB色彩檢驗圖

飛利浦PM5544格式的圓形檢驗圖

标准清晰度电视（SDTV）使用的EBU检验图

高清晰度电视（HDTV）使用的EBU检验图

印第安人頭檢驗圖

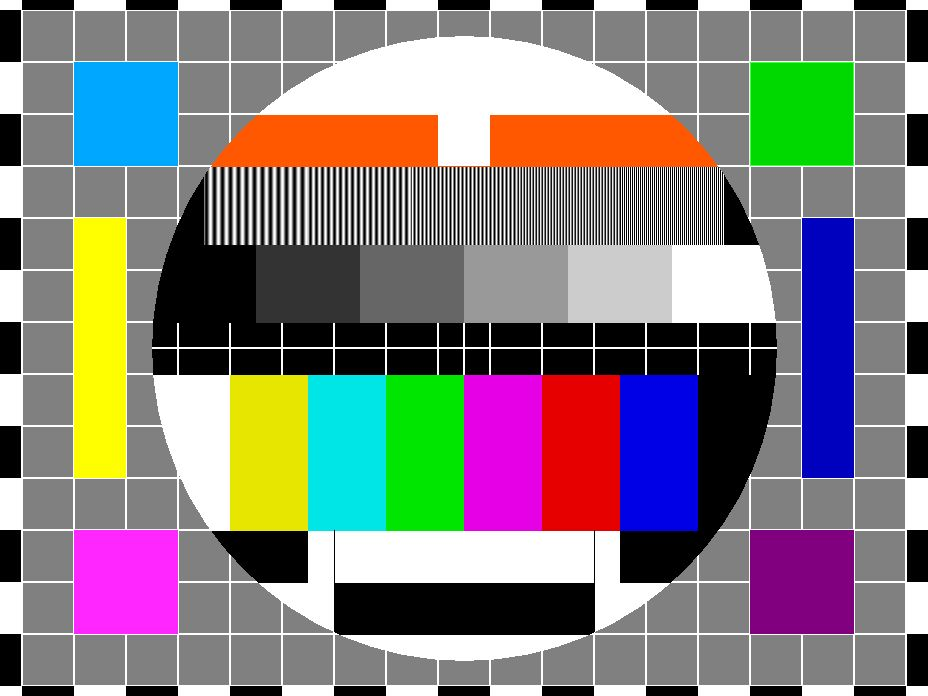
中国国家标准GB 2097标准检验图

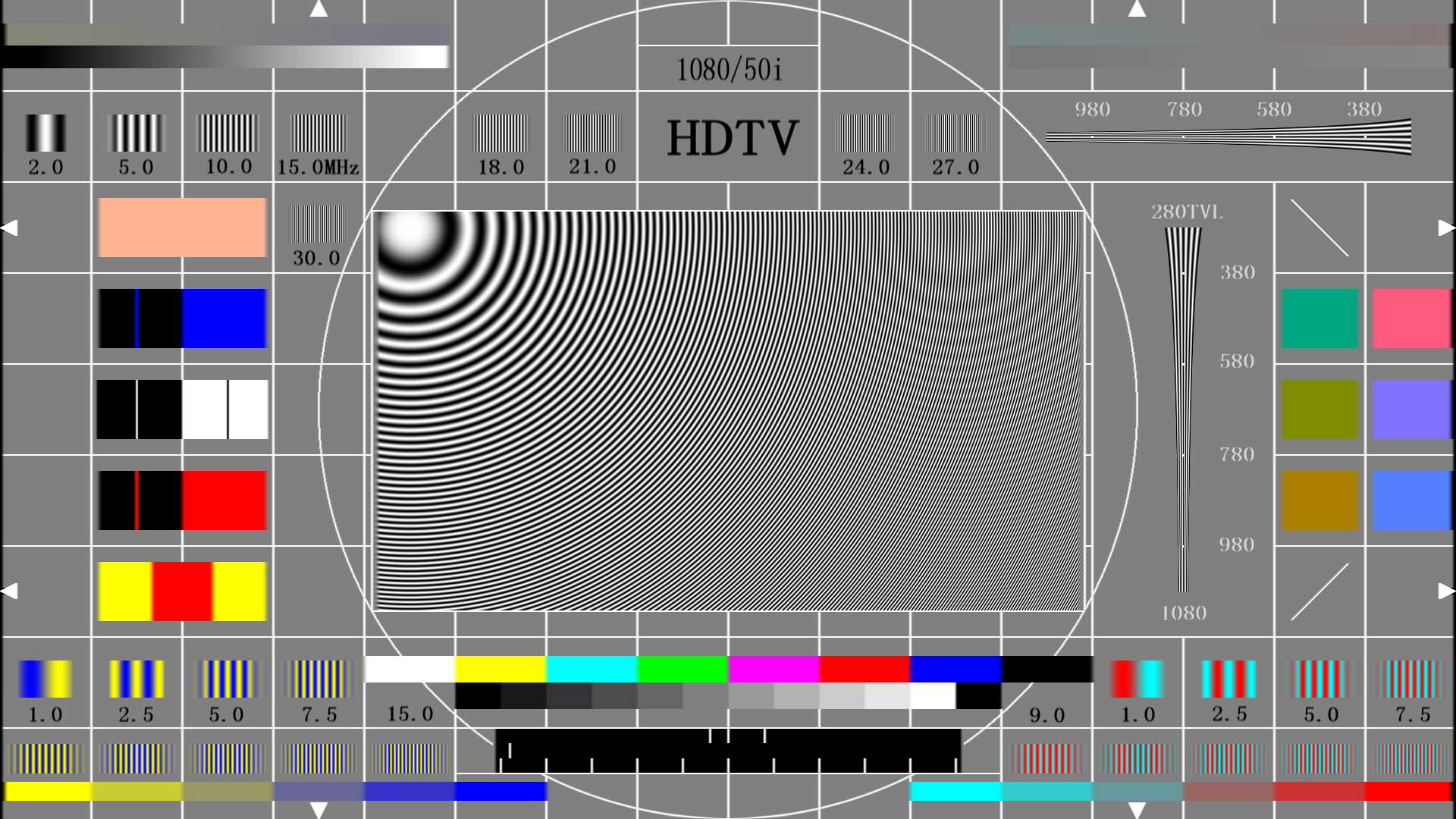
中国国家标准GY/T 254-2011高清晰度电视检验图

苏联的检验图

3. 電子檢驗圖一型（英语：ETP-1）（Electronic Test Pattern One，簡稱“ETP-1”）：一塊由獨立廣播管理局為旗下的獨立電視頻道設計的測色板。

除了以上的測色板以外，有些電視台會使用飛利浦PM5544（Philips PM5544）型測色板（亦名G型測色板）。
而英國三軍廣播服務向駐外英軍播出的頻道，亦曾採用PM5544測色板，並在收播時段轉播同系電台的節目。

### 德國
在兩德統一前，西德各公營電視台在收播時，會先播出新聞簡報、藍底白字的翌日節目表及國歌《德意志之歌》，然後收播，並播出德律風根FUBK格式的檢驗圖；同期，東德電視台則於收播時播出國歌《從廢墟中崛起》，隨後播出其自製的另一款檢驗圖。此外，供駐德英軍收看之英國三軍電視台，以及屬私營免費頻道之RTL電視台，則播出PM5544，為德國電視台中的特例。
1990年統一後，各電視台大致仍維持原有收播及檢驗圖播出安排，只是原東德電視台亦改播《德意志之歌》，直至1991年解散為止。
於1993-96年間，隨著德國各電視台陸續改為24小時廣播，檢驗圖正式成為歷史。目前，各台就算需要進行休台檢修，亦會改為播放公益廣告。

### 澳洲
自1970年代引入PAL制式彩色電視開始，澳洲各公、私營電視台在休台時主要播出PM5544，但偶爾會因不同測試要求而播出其他檢驗圖，亦有部分私營頻道採用FUBK。
而自當地全面改用數碼電視廣播後，各台則改用PM5644或EBU彩條檢驗圖。

### 台湾
在台灣早期的電視節目開播前，電視台會先放一段「檢驗圖」。由於早期電視台的節目比現在少很多，或是說電視台的儀器不像現在如此先進，加上必須配合當時中華民國政府的「節約能源」政策，故有時候電視台在早上時段播出一個節目或兩個節目後，則進入收播，過幾個小時後再行繼續播出另外節目，所以「檢驗圖」的映像較容易被使用。
在台灣常見的彩色「檢驗圖」，有下列三種樣式：
1. 第一種樣式為八色檢驗圖，正式名稱為EBU（European Broadcasting Union, 歐洲廣播聯盟）測試圖，從左至右分別為白色、黃色、靛色、綠色、紫色、紅色、藍色、黑色等八種顏色的長方形。這種八色檢驗圖在黑白電視機底下，就會呈現由亮至暗的樣子。通常背景音效為1kHz音（即長時間的高音「嘟」聲，用於消音音效）；2017年以前台視和民視使用這種檢驗圖，目前已知中視、華視和公視使用這種檢驗圖。
2. 第二種樣式是飛利浦PM5544。這是一種有計時器的檢驗圖，圓形的中間為國家標準時間，上端有電視台的英文簡寫，下端有電視台的中文名稱。華視頻道的檢驗圖背景音效設定為1kHz音，民視頻道檢驗圖背景音樂設定為民視台歌《智慧的光》跟《勇敢的台灣人》，台視和中視頻道的檢驗圖背景音樂設定為在當季晚上播映的八點檔連續劇的主題曲。台視最早採用這種檢驗圖；在《台視二十年》一書中，這種檢驗圖被稱為「電子彩色檢驗圖」。
3. 第三種樣式是SMPTE（Society of Motion Picture and Television Engineers，移動影像和電視工程師協會）測試圖；中視在跟進採用飛利浦PM5544檢驗圖之前，就是使用這種檢驗圖，通常背景音效為1kHz音。民視收播畫面曾使用過。1983年，中視自行設計電腦軟體，在每日中午及晚間節目開播前之SMPTE測試圖上顯示橫排打字的台名與各分台頻道呼號。[4]；而SMPTE有16:9數位電視用的變種為ARIB（Japanese Association of Radio Industry and Businesses，日本電波產業會）測試圖，目前已知台視自2017年採用。[5]

早期無論是哪一家無線電視台，檢驗圖結束後，則是電視節目之開始。早期電視節目要先有電視台台聲呼叫，台視以「台視之聲」作為開播曲（共二版本並由導播陳振中口述：「臺灣電視公司，現在開始今天、午/晚間的各項電視節目。」）接著播放中華民國國歌。放完中華民國國歌之後，台視會先顯示幾張藍底白字、直行打字的中央政府和台灣省政府政令宣導字卡，然後顯示今日節目表；1990年4月28日以後，則改為先播放中華民國國歌，再播放開播音樂〈台視之聲〉，然後顯示幾張政府政令宣導字卡，最後顯示今日節目表。中視先播放開播曲「美好的今天」（1990年以後則不再播放開播曲），或播出頻道呼號字卡（1992年以後不再播放）。然後顯示今日節目表；華視則是先播「三民主義統一中國大同盟」盟歌（1988年蔣經國總統去世以後不再播放），接著播出藍色鐵塔圖案頻道呼號字卡並呼號（1991年後不再播放）；後為顯示今日節目表。節目表結束之後，依照節目表排定的順序來播放節目。電視台收播後，部分電視台會直接切斷訊號（2000年代前期以前較常出現）；或有些電視台會一直持續播放測試色，但過了一段時間後，發射站立即切斷訊號，呈現黑白點不停流動的無訊號畫面，直到節目開播前一段時間就立刻直接播放飛利浦PM5544格式型檢驗圖。
1976年11月5日，台視率先啟用全電子彩色檢驗圖。1989年5月22日，中視啟用CD播放機播放檢驗圖音樂；1989年6月14日，中視正式啟用工程部利用新購之Ampex電子靜態影像儲存系統（Electronic Still Store）「ESS-3」自行研製之檢驗圖。

#### 現在
以往近70%非新聞頻道會收播，會有檢驗圖，現在只有台視、中視、華視（不含國會頻道）、公視及MOMO親子台仍然有收播與開播的畫面，無線三台也可以看得到檢驗圖的樣子，大多數的樣式與以前電視台自行使用之測試色有些許之差異。
- 台視：每週一凌晨03:00（主頻時間偶有調整），此時電子節目表會以「節目收播」之名告知；所有頻道均於04:49進行「訊號測試」，04:58播放國歌；05:00開播
- 中視：每月第3個週二凌晨03:00-04:00，04:00開播。主頻03:58播放國歌。
- 華視
  - 華視主頻每月最後週五凌晨04:00-05:00（自2021年1月1日起[8]）
  - 華視教育體育文化台每日凌晨04:00-05:00
  - 華視新聞資訊台1、4、7、10、12月最後周四或周五凌晨04:00-05:00，所有頻道04:58播放國歌；05:00開播。

目前台灣各無線電視台使用檢驗圖的情況如下：
- 台視：曾經使用PM5544檢驗圖為頂端採用商標之TTV標準字樣，底部使用白色圓體字臺灣電視公司，背景音樂是當季的八點檔連續劇主題曲。而從2016年7月開始停播PM5544檢驗圖，之後使用的是在全日節目播送完畢後則以播放八色測試色的EBU檢驗圖為收播畫面，在將近開播時線條上下移動；目前已知自從2017年1月之後改用ARIB檢驗圖為收播畫面。
- 中視：曾經使用的檢驗圖為節目名稱COLORBAR，目前電子節目表菜單則簡單稱為「收播時段」、「收播」或是不顯示。[9]播放PM5544檢驗圖前則以SMPTE檢驗圖為收播畫面（現今收播畫面已改為「黑畫面」顯示），檢驗圖頂端使用CTV或CHINA TV字樣。底部為中國電視公司白色字。字體為標準楷書或宋體，底色為黑色。而顯示時間之方式，則將時間碼移至檢驗圖右上角（與整點報時的時間碼相同），直到檢驗圖消失之前幾秒才會先消失。背景音樂是當季的八點檔連續劇主題曲。但現在已不使用PM5544檢驗圖而改用八色測試色的EBU檢驗圖為收播畫面。
- 華視：曾經使用PM5544檢驗圖，樣式為頂端使用商標之CTS標準字樣並加上綠色背景，底部之中華電視公司為商標之標準楷書字體並加上藍色背景。時間顯示於中間右方，並於中間左方顯示西元日期（西元年末兩碼 - 月 - 日），檢驗圖背景音效現今是1kHz音。目前已知自從2017年2月之後改用EBU檢驗圖為收播畫面。
- 民視：過去在全日節目播送完畢後（多為03:00至06:00），會進行「工程測試」再播出檢驗圖[10]，以八色測試色為收播畫面，並不斷重複播放台歌《勇敢的台灣人》（作詞：官不為（歐秀雄））及民視台歌《智慧的光》（詞、曲：黃連煜，新寶島康樂隊演唱）等歌曲（2012年底起不再播放台歌，現今改為消音音效）。而PM5544格式型檢驗圖方面，頂端則使用民視的白色圓形眼珠狀商標，底色為黑色，旁邊有FTV民視白色字樣。下端則顯示黑底白字的民間全民電視公司字樣。檢驗圖右上角有民視的藍色圓形眼珠狀商標，其下方有白色黑邊斜體的「民視」字樣。而從2016年7月開始停播PM5544檢驗圖改成藍色底字卡，中間為台標下方為藍色斜體的「民視」中英文字樣配上消音音效；而後在2018年1月1日改24小時播出後取消收播、開播措施[11]。
- 公視：曾經使用PM5544檢驗圖節目名稱為訊號測試。頂端採用正體白色PTS字樣，下端則顯示黑底白字的TAIPEI字樣。底色為黑色。時間顯示於中間右方。並於中間左方顯示西元日期（西元年末兩碼 - 月 - 日）。檢驗圖左上方有白色半透明的公視商標。背景音樂為公視頻道開台大戲電視主題曲以及公視初期兒童電視節目的主題曲、片尾曲、劇中音樂，現公視各頻道凌晨收播（主頻每月第一個週四凌晨02:00，台語台每天02:00，三台平日平日和周六02:00、周日及假日03:00收播，以上三頻道收播至06:00，而客家電視則是每周四02:00~05:00）已停播「檢驗圖」，主頻每週四至週五改播公廣資訊服務站（不時穿插藝術短片）[12]，而客家電視則是靜態影像。公視台語台及公視3台 曾經顯示黑畫面，下方顯示「頻道休播中 ZZZ」字樣，但是已知在2017年跟進改播公廣資訊服務站，而後在2021年交錯加上EBU檢驗圖。[13]

- MOMO親子台，每日04:00至06:00，前期以MOMO親子台毛毛蟲標誌重複影片，之後至今以MOMO親子台毛毛蟲標誌圖片
- 東森幼幼台，2009年以前每日04:00至06:00，前期以東森電視台標誌加上黑畫面，後期以該台台幑加上白畫面
- AMC：2023年以前每日02:00左右至06:00（有時為02:40或02:50收播），休播時顯示靜態影像

### 中国大陆
通常情况下，中国中央电视台旗下尚未24小时播出的频道在一天节目全部完毕后，也会播放检验图（免费频道为总局广播电视规划院制定的高清电视行标检验图，付费频道则依照史诺伟思波带板标准）。
1996年8月20日，中国中央电视台所有频道最后一次在星期二下午“停机检修”，在此之前逢节假日除外。
部分地方卫视/频道也会在一日节目播出完毕后播放测试图，地方卫视/频道测试图样式不一，大多依照GB 2097或PM5544、EBU彩条信号、史诺伟思波带板等标准，或总局广播电视规划院制定的数字电视综合测试图行业标准，只是频道名称有变化。部分地方台在播出测试图期间播放纯音乐，也有无背景声或消音音效的版本，一部分地方台则在休台时播放静态字卡广告或动态宣传片循环播出以及转播其他电视台节目（多为CCTV-1）。中国大陆各地检验图时间不一，一般级别较高的电视台因节目播出时间长而较少出现，县市级电视台则因节目时间短而较多。
大部分地方卫视节目播送完毕后的检修时间均会播放检验测试图，播放时长略有不同，播出时间大致如下：
- 周六、日、一凌晨：无指定卫视
- 周二凌晨：甘肃卫视、上海东方卫视、宁夏卫视
- 周三凌晨：黑龙江卫视、江西卫视、河北卫视、河南卫视、湖北卫视、湖南卫视、四川卫视、浙江卫视、青海卫视、内蒙古卫视、江苏卫视、陕西卫视、贵州卫视、广西卫视、辽宁卫视、山东卫视、西藏卫视、新疆兵团卫视
- 周四凌晨：福建东南卫视、厦门卫视
- 周五凌晨：深圳卫视、大湾区卫视、广东卫视(每月第二個周五)
- 重庆卫视、新疆卫视无播出。云南卫视、吉林卫视、天津卫视、山西卫视、北京卫视、海南卫视播出时间不固定。
- 每天凌晨：延边卫视
- 部分卫视播出间隔为隔周一次或隔月一次。
- 中国教育电视台CETV-1、CETV-2、CETV-3播出时间不固定。

### 香港

#### 模擬電視年代
在香港電視廣播初期，香港的電視台在全部節目播畢後，會直接中斷廣播信號，令電視頻道出現雪花畫面。至1980年代時，才開始播出檢驗圖。
約1980至1990年代，香港兩間大氣電波免費電視台的中文粵語頻道，即無綫電視翡翠台及亞洲電視本港台，通常約凌晨3:00至5:00播畢全日節目（有時更會提早至2:00播畢，以配合當日之播放設備檢查安排）；英語頻道，即無綫電視明珠台及亞洲電視國際台則較早，通常約晚上11:30至2:00便播畢全日節目。這時會先播出英女王伊利沙白二世肖像及英國國歌（隨著1997年香港主權移交中國臨近，約1980年代後期起取消） ，然後播出檢驗圖，以飛利浦PM5544格式最常見，偶然亦會播放其他格式的檢驗圖，例如是EBU彩條。
兩台所用的飛利浦PM5544樣式與台灣五大無線電視臺及中國内地的電視台基本接近，只是頻道名稱不同。此外，起初使用PM5544檢驗圖時，兩台均使用了機械字體標示頻道中英文名稱；後來無綫樣式分別改以宋體字（1988年-2003年9月），及自2003年9月開始使用的電腦字體之標示頻道中英文名稱和時間，亞視樣式則維持以機械字體顯示頻道中英文名稱，直至於2007年才開始以機械及電腦字體混合顯示。聲音通常是消音音效，但開首及最後半小時，會改播古典音樂或以保羅·莫里哀版本的英語流行曲純音樂（亞洲電視於2007年搬入大埔新廠房後一年才改播）；臨近聖誕節時則為聖誕歌曲。
1990年代初起，亞視國際台將深夜收播時段改播CNN。
1994年3月15日起，亞視本港台開始實行「隨機收台」安排，並以當晚播放的粵/國語長片或港產電影（於1998年起不再播放）片長而決定是否收台；如該晚會收台，會於播畢慢電視《魚樂無窮》（通常約於清晨4:00-5:3/40期間）後隨即播放檢驗圖至清晨5時30-40分，之後播放開台片段。反之，則會不間斷播放直至早上6點，甚至播放半小時，或是改為播放其它節目，以緊接第二天的節目編排，後期逢星期日凌晨（逢星期六深夜）不再播放香港黑白電影，也會收台，至於國際台則維持每日收台的安排，將部分深夜收播時段改為魚樂無窮，也會於播畢該節目後隨即播放檢驗圖至早上6時，之後播放開台片段。
隨著香港免費電視台24小時不停廣播的需求增加，無綫翡翠台自1994年起，檢驗圖時段縮減為逢星期二清晨5點（逢星期一深夜5點）至（逢星期二）早上6點播出，並維持至今及正式成為香港首條實施全天候廣播的免費粵語電視頻道，而亞視本港台更自2001年10月起，改為24小時播放，惟曾於2003年6月28日凌晨（2003年6月27日深夜）短暫復播慢電視《魚樂無窮》，接著播放的程序與停播前相同。至於英語頻道方面，無綫明珠台自2002年7月起，陸續大幅削減深夜收播時段，以配合陸續於每天早上6時至7時30分及深夜開始轉播Bloomberg財經第一線（已於2014年起停播），將深夜收播時段縮短至清晨5點，之後播放開台片段並緊接播出原本於每天早上6時30分及7點播放的《台灣無綫衛星電視台新聞》及《中國新聞》（上述兩個節目已於2018年7月24日凌晨（7月23日深夜）起停播），然後緊接第二天的節目編排，如該時段有球賽直播，則當晚不收播，在實施前一天，無綫明珠台於深夜額外播出外語電影《一個快樂的傳說》及英語節目《田季舞曲》，之後緊接額外播出《台灣無綫衛星電視台新聞》及《中國新聞》，至2003年1月7日（1月6日深夜）起，取消深夜收播時段，令無綫電視正式成為香港首間實施全天候廣播的免費電視台，亦正式成為香港首條實施全天候廣播的免費英語電視頻道，而亞視國際台更自2004年4月26日凌晨（4月25日深夜）起，將大部分深夜收播時段改為即時財經資訊，並改於逢星期一（星期日深夜）即時財經資訊播出半至一小時後（通常約為深夜2:30-清晨5:00期間）隨即播放檢驗圖至清晨5時30分（後來於2008年9月15日（2008年9月14日深夜）延長至早上6時35分），之後播放開台片段，惟在香港免費電視台全面實施全天候廣播不足1個月後，因應其深夜收視率持續欠佳，以及缺乏廣告商投放廣告，以致該時段在廣告時段內只播放節目宣傳片，變相因沒有廣告收入而蝕錢為由，故其中亞視本港台跟隨亞視國際台逢星期一凌晨（星期日深夜）收台，以便維修播放設備，如遇節假日或該時段有突發新聞或球賽直播，則當晚不收台，直至2007年起，該頻道因隨著24小時不停廣播的需求再增加而取消實施。
在2007年7月16至21日，亞視廠房搬遷期間，所有免費頻道每天臨時設有檢驗圖時段，亞視本港台定於深夜4:15至清晨5:05期間開始播出，其中一天播放檢驗圖前播放即時財經資訊，而亞視國際台原本於逢星期一凌晨（星期日深夜）播出的檢驗圖時段臨時擴展至每天，以便搬遷播放設備，翌日搬入大埔新廠房後，本港台於兩個月後恢復設立檢驗圖時段，並改於每月其中一個星期一凌晨（星期日深夜）播出，有時取消，偶爾會作額外編定，其後於2012年起改為不定期播出。
2011年2月1日（2011年1月31日深夜）起，亞視國際台將深夜收播時段改為播放音樂節目《Music 120》及慢電視《魚樂無窮》，前者有時不間斷播放直至早上6時35分，以緊接第二天的節目編排，逢星期一（星期日深夜）該節目播出1小時40分後（通常約為深夜3:00-清晨5:00期間）隨即播放檢驗圖至早上6點，之後播放開台片段，直至同年7月19日（7月18日深夜）起改於逢星期二至日（星期一至六深夜）播映，直至2012年1月23日（2012年1月22日深夜），同類型節目分別於2012年7月22日（7月21日深夜）及2013年2月5日（2月4日深夜）及4月16日（4月15日深夜）更換，而後者相隔7年後，再次於深夜收播時段播放該節目，此次為部分，有時暫停播映，至同年5月23日深夜（5月22日深夜）起再次停播，並於同一時段統一播出為前者，於2012年起跟隨亞視本港台作不定期收台。
除在凌晨時段的定期休台外，還有日間休台。在1970年代，無綫翡翠台及麗的中文台(停播前稱為亞視本港台)，平日約上午8:00至下午2:00休台，在約1980年代至2003年中間，無綫明珠台及亞視國際台，平日上午8:00至下午4:00的休台時段，或會各播出4小時教育電視節目，如無教育電視節目，便通常休台並播出檢驗圖，甚至提早或延長播出。除了平日日間休台外，在約1990年代中期至2000年代初間，兩台亦曾於週未的上午至中午/下午設有休台時段。在不設平日日間休台時段的日子，亞視國際台會播出慢電視《魚樂無窮》、即時財經資訊或其他節目取代，這個安排前者與凌晨相同。隨著觀眾需求增加，香港免費英語電視頻道自1997年9月起，陸續大幅削減平日日間休台，其中亞視國際台正式永久取消平日日間休台，有關時段改為即時財經資訊，菲視娛樂（2000年），Music 120，其它節目及轉播中央電視台英語新聞頻道的節目，而無綫明珠台於6年後起陸續大幅削減平日日間休台，至2008年9月22日起，正式永久取消日間休台，有關時段改為財經資訊節目，外購兒童節目及轉播中央電視台英語國際/新聞頻道/中国环球电视网的節目，而教育電視（已停播）亦正式被列入為節目之一，並會在播放前播出下一節目預告，（如有）節目調動消息及其台徽呼號畫面（Ident）。
收費電視方面，即有線電視（已停播）及Now TV等，24小時播出節目，不設休台時段，部份轉播頻道及有線兒童台（已停播）除外，後者休台時段為晚上10:00至上午6:00，期間會播出「兒童台今日節目播放完畢 早上6:00再見」字樣，並以配夜晚及貓頭鷹背景，本頻道曾於1996年7月1日至2006年1月2日改為一頻道兩用，在有線兒童台休台時段，同一頻道會改為有線電影二台（後改稱為有線經典電影台，並更改編號為第42頻道並以24小時播放。其後有線電視重新整合電影平台頻道以配合高清化，於2019年12月3日起，與有線電影一台及HMC合併為有線電影台）。
約1994年前，無綫及亞視均無正式的節目名稱稱呼檢驗圖時段，報章雜誌上的節目時間表亦未必有註明，通常只會計入上一節目的時間週期。為了解決表達不清晰的垢病，無綫和亞視後來改以「是日播映完畢」（無綫翡翠台）、「全日播映完畢」、「暫時播映完畢」、「休台」、「是日播映完畢」（無綫明珠台）、「全日播映完畢」、「全日節目播映完畢」（亞視本港台）或「暫停播映」、「全日播映完畢」（亞視國際台）表示深夜檢驗圖時段，至於前述的日間檢驗圖時段，則以「暫時播映完畢」、「休台」（無綫明珠台）、「暫停播映」、「節目播映完畢」（亞視國際台）等表示，並標示開始時間，檢驗圖時段有時也則會計入上一節目的時間週期註明。

#### 數碼電視年代
現時僅無綫電視設有較常規的播出檢驗圖時段。港台電視偶爾會播出EBU格式檢驗圖，但相當罕見。其他電視台則不設檢驗圖時段。

##### 無綫電視
進入數碼電視年代，無綫改用高清檢驗圖，曾混合使用PM5431及PM5644檢驗圖，現時劃一使用PM5431檢驗圖。現時，各頻道均（接近）24小時播出節目，即使休台也未必播出檢驗圖。節目時間表以「是日播映完畢 Channel Closed for Maintenance」表示播出檢驗圖時段，各頻道較常見的檢驗圖時段如下：
- 翡翠台：逢星期二上午5:00至6:00（30小時制：星期一29:00至30:00）。
- TVB Plus：逢星期一上午5:00至6:00（30小時制：星期日29:00至30:00）。
- 明珠台：每月第一或第二個星期日上午5:00至6:00（30小時制：星期六29:00至30:00），其他凌晨時段，通常播出慢電視《祝君晚安》，或可視為休台時段。
- 無綫新聞台及無綫財經 體育 資訊台（已停播）：24小時播出節目，不設休台時段（後者已取消，此前為逢星期一上午5:00至6:00（30小時制：星期日29:00至30:00）。）

另外，昔日檢驗圖時段的開首數分鐘及最後半小時，聲音或會是古典音樂，現時已改為劃一消音音效。

##### 亚洲电视
亚洲电视发展数码电视后前期仍使用旧式4:3的测试卡，并用彩框遮住左右黑边（已不再使用）。后期开始24小时广播，改為不定期設立休台时段。
於2012年12月17日凌晨（12月16日深夜），所有亞洲電視專屬數碼頻道進行例行維修測試工程，各亞洲電視專屬數碼頻道檢驗圖時段如下:
- 亞洲台：深夜2:20-早上6:30
- 中央電視綜合台：深夜2:20-早上6:00
- 深圳衛視：深夜2:10-早上6:30

##### 港台電視
港台電視名義上24小時播出節目，該台部份時段節目為「訊號測試」、《圖看天下》、《國際及本地新聞資訊》、《漫。電視》、《生活．健康．資訊．體育．港式速遞》等，或可視為休台時段。期間多會播放新聞圖片、文字新聞、經典港台電視節目（通常是《獅子山下》）劇照、慢電視等，慢電視內容有小動物活動、香港景色、戲曲演員化妝、手工藝製作過程等，聲音為輕音樂。偶爾會播出EBU格式檢驗圖，但相當罕見。

##### 香港電視娛樂
香港電視娛樂設有中文粵語頻道ViuTV，及英語頻道ViuTVsix。
- ViuTV24小時播出節目，但啟播初年，逢星期二至六上午3:00至6:00（30小時制：星期一至五27:00至30:00），播出慢電視《Driving in Hong Kong》，或可視為休台時段，期間會播放香港道路晚間行車實況，聲音為Now新聞台同時的深宵新聞。2017年5月18日起取消，改為重播節目。
- ViuTVsix，休台時段為凌晨約2:00至上午9:00，期間會播放「Thank you for watching ViuTVsix  Join us at ○am for more viewing」字樣，並曾以配以有動態圖形的背景，背景音樂為Bob Bradley／Matthew Sanchez編曲的Chance Meeting[36][37]，但已知2021年6月至2023年底左右改為無限循環展示多個做出任何事情的ViuTV吉祥物 Sound Bear[38][39]，2024年初再度改回2021年初的上一版Chance Meeting至5月26日[40]，2024年5月27起改成綠色動態圖示背景，背景音樂則是做為該頻道包裝音樂的Moving and Growing（由Emanuel Kallins / Steve Skinner編曲）[41]。而節目時間表以「ViuTVsix Station Closing」表示休台時段。

##### 奇妙電視
奇妙電視設有中文粵語頻道HOY TV（前稱奇妙電視中文台、香港開電視）、HOY資訊台及英語頻道HOY國際財經台（前稱香港國際財經台），均已24小時播出節目，僅HOY TV每日凌晨03:00至早上06:00播映慢電視《魚樂無限》，或可視為休台時段。

### 澳門
澳門體育頻道的休台時段為凌晨1:00至下午6:00，期間會轉播澳門電台中文頻道，後來縮短到12:00；2019年10月1日起更縮短至每天10:00，開始休台時間視節目而定，但不早於凌晨1:00（2020年2月11日至3月21日曾一度改為24小時廣播）。
澳門資訊頻道的休台時段為凌晨2:00至上午7:00。如在休台時段內八號或以上風球發出或生效期間，本頻道會暫停休台並維持播放或提早結束，並於正點（特別情況於半點）播出颱風消息。
澳視葡文台的休台時段分別為會在周二至周五凌晨1:00至下午1:25（如遇體育賽事轉播，會延遲休台），週六為凌晨1:00至下午1:00，周日凌晨1:05至上午10:55，周一為凌晨12:50至下午1:25。期間會轉播葡萄牙國家廣播公司國際頻道的電視節目。
澳門綜藝頻道的休台時段為凌晨1:00至上午10:00。如凌晨1:00後有大型體育賽事或特別節目直播，開始休台時間將會延後至節目結束後開始休台。
而上述頻道在休播期間，均會播出靜態字卡，顯示頻道名稱及開播時間，並以純音樂作背景音樂，沒有播放檢驗圖。

### 馬來西亞

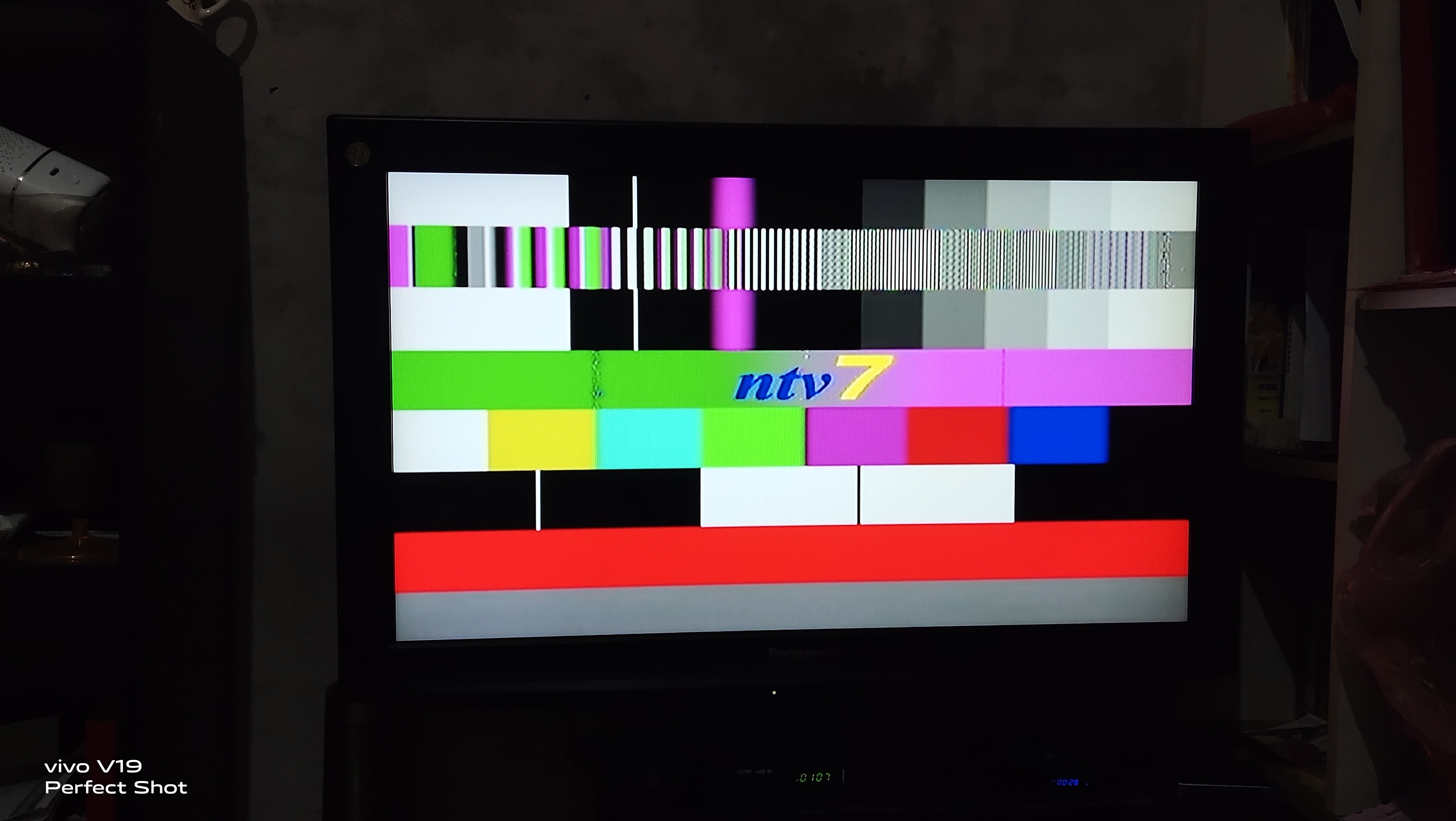
马来西亚DidikTv KPM检验图

在2006年引入全日廣播前，馬來西亞廣播電視（RTM）會在電視頻道開播前播出飛利浦PM5544格式的檢驗圖。直至2010年，TV1會在收播時播出會顯示時間的飛利浦PM5544檢驗圖。從2010年10月起，TV1會在開播前15分鐘之前播出EBU制式的色彩檢驗圖，在播放檢驗圖的時候，電視台會同時播出馬來西亞的愛國歌曲。TV2則是在播放新聞後的午夜12點收播時出現飛利浦PM5544格式的檢驗圖。
2022年4月12日之前，只有DidikTv KPM未進行全日廣播，並於早上7時开播和午夜12时收播时播放馬來西亞國歌-Negaraku。
- TV1：2012年8月21日之前是12AM
- TV2：2020年之前的收播時間不固定。
- TV3：2020年之前的收播時間不固定。
- TV6：2021年12月之前的收播時間是12AM
- NTV7（今DiDikTV）：2021年4月12日之前的收播時間是12AM
- 8TV：2021年5月4日之前的收播時間不固定。
- TV9：2021年5月之前的收播時間不固定。

#### 現在
DidikTv KPM已進行全日廣播，午夜12時播放電臺Hot FM直播，並於上午七時播放馬來西亞國歌-Negaraku。

### 新加坡
1995年，新視第5波道和第8波道（今新傳媒5頻道和8頻道）開始24小時播出，在此之前，新視第5波道和第8波道會在開播前播出飛利浦PM5544格式的檢驗圖。目前，新傳媒的非24小時播出頻道檢修已停用飛利浦PM5544格式的檢驗圖，改用静止画面代替，有背景音樂，或在聲軌實時轉播同系電台節目。

### 美國

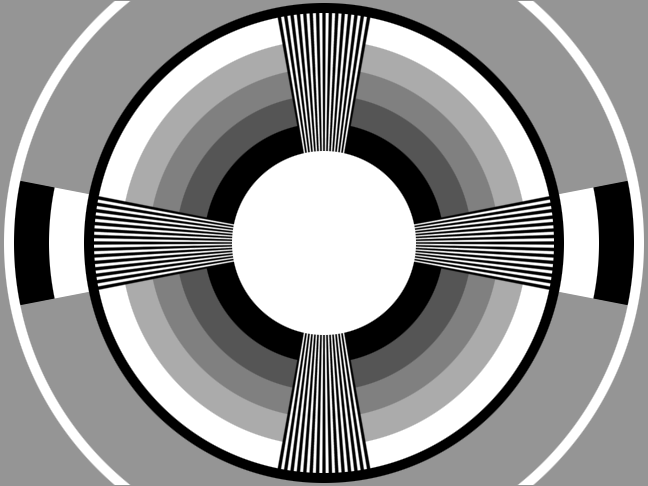
CBS模式檢驗圖樣式，顏色可以是灰階或彩色

在美國，美國無線電公司（RCA）於1939年研發「印第安人頭檢驗圖」（Indian Head test card），圖中正上方有一個印第安人頭像。1940年代後期，哥倫比亞廣播公司亦研製出另一款檢驗圖，內容大致為印第安人頭檢驗圖的中央部分，其後獲多數美國電視台廣泛採用，並於1970年代取代印第安人頭檢驗圖；而CBS模式檢驗圖後來亦有簡化版本。其後，部分電視台再選擇改用彩條信號作檢驗圖（例如NBC），但CBS模式檢驗圖仍有使用。

### 日本
在類比廣播於2011-12年終止前，日本地面電視採用美國NTSC技術制式，因此亦同時引進了CBS模式檢驗圖（及Zeneith檢驗圖），形式依各電視台而略有不同；其中，又以東北放送舊有的CBS模式檢驗圖較為特別，下方的黑白綵帶改為和服套娃身體的一部分。此外，亦有部分電視台（如宮城電視台）採用Zeneith檢驗圖。而在數碼廣播推展後，日本各電視台則全面改用ARIB標準彩條信號作檢驗圖（包括過渡期內類比化數位信號）。

### 韩国
和日本一样，韩国在模拟广播于2012-13年终止前，地面电视亦采用美国NTSC技术制式，因此在电视事业刚起步时引进了CBS模式检验图，形式依各电视台而略有不同（KBS、MBC已于80年代中后期将检验图换为PM5544）；而在数码广播推展后，韩国各电视台则改用白屏、灰屏或彩条作检验图。而在检验图播出前均會先播出韓國國歌。

### 越南
越南各電視台的檢驗圖格式並不一致，但由於該國採用PAL格式進行廣播，因此較為普遍的是針對該電視格式而製作的PM5544。此外，亦有部分電視台使用有台名、台徽及聯絡資料的字卡（而和平省電視台則只播放有台名的藍屏字卡）作為休播畫面，或直接採用附有台徽的灰/黑屏。
目前，越南部分電視台會實施24小時廣播，不播出檢驗圖；此外，亦有一些省級電視台會在凌晨檢修期間，直接轉播VTV1節目，並在早上播放國歌前或後再恢復播出自身節目。

### 其他地區
在早期电视台还未有24小时全日广播的时候，都会在午夜播放检验图来填充没有电视节目的时段。

## 用途
早期「檢驗圖」的用途，顧名思義，是用來校正使用者電視機的色差、亮度，以及水平、垂直影像用等，以讓收視戶調整其收視品質用。以飞利浦PM5544测试卡为例：
1. 黑白矩形护边框：用来调整行、场扫描的幅度及图像的中心位置。测试图的宽高比和彩色电视机的屏幕一样，也是4：3，故可用于检查电视机的宽高比，垂直边框用来检查同步分离和钳位。
2. 灰底白格背景在护边框内，除大圆图形和圆外四周矩形彩条信号外，均由灰底色上的白线正方格图案组成。它的水平方向为13格，垂直方向为17格，灰色背景亮度为黑色到白色的30％，用它可检查几何失真、非线性失真、动会聚以及色纯度等特性。
3. 圆：用于检查几何失真和非线性失真。
4. 圆内信号。
5. 圆周围的彩色信号：测试图外边框内四个角上分别有一方块，各自具有一定的亮度和色饱和度值。用于检查彩色解码器的工作性能。

### 其他用途
各類影片中，有人會在換場、說話離題、說出無關影片本身內容、出現不該出現在該影片的片段（說出粗口或音似粗口）及不适宜的画面 (如暴力, 播出事故等) 时或純屬搞笑使用。另外，於電視的廣播控制室內用於顯示直播信號源的電視機亦會在設備關閉或無信號的環境下播放EBU彩條檢驗圖，以示處於待機模式。

## 变迁
現今全球多數電視台均已24小時連續播放節目，或出於系統維護等理由，僅於凌晨時段短暫休台，故很少有檢驗圖或休台的畫面。但朝鮮为例外，該國的電視台播放時間甚短，播放時間最長、節目最多的朝鲜中央电视台，目前為每天13～14小時左右。而其它電視台的播放時間更短、節目更少：龍南山電視台每星期9小時、万寿台电视台每星期12小時、朝鲜体育电视台每星期6小時，沒有節目的時間，便休台播放檢驗圖。

### 其他参考文献
黑白檢驗圖
- 《電視周刊》創刊號，電視周刊社1962年10月10日出版，頁35。
- 蔡澄雄、陳本源 編著，《電視實習》，全華科技圖書股份有限公司1984年7月初版，頁12，圖2-8(b)：中國電視台檢驗圖。

彩色檢驗圖
- 《台視二十年》編輯委員會 編，《台視二十年：中華民國五十一年至七十一年》，台灣電視事業股份有限公司，1982年4月28日出版。頁189：電子彩色檢驗圖、彩色條紋檢驗圖。
- 劉國棋 編著，《電視原理》，全華科技圖書股份有限公司，2000年6月三版十六刷，ISBN 957-21-1723-8。彩頁圖4：彩色檢驗圖。

## 外部連結

### 檢驗圖實例
- BBC的檢驗圖（1974） （页面存档备份，存于）
- 1990年代的台灣電視公司檢驗圖 （页面存档备份，存于）
- 1991年代的台灣電視公司檢驗圖及台視之聲 （页面存档备份，存于）
- 1980年代的中國電視公司檢驗圖及開播影片 （页面存档备份，存于）
- 明珠台收台畫面 （页面存档备份，存于）（2005年）
- 翡翠台收台畫面 （页面存档备份，存于）（2008年）
- 台灣電視公司的檢驗圖（截圖時間為2008年2月4日）
- 台灣電視公司的檢驗圖 （页面存档备份，存于）(EBC格式)
- 台灣電視公司的台視主頻的檢驗圖 （页面存档备份，存于）(ARIB格式)（截圖時間為2017年3月20日）
- 中視主頻道的檢驗圖 （页面存档备份，存于）
- 中視綜藝台時期的檢驗圖 （页面存档备份，存于）（截圖時間為2006年11月）
- 華視教育文化台的檢驗圖 （页面存档备份，存于） 2008年元月
- 民間全民電視公司的檢驗圖（2009年4月）
- 公視3台的檢驗圖 （页面存档备份，存于）（公視HD台時期）
- 公視2台的檢驗圖（DiMo TV）
- 大愛電視台檢驗圖 （页面存档备份，存于）(截圖時間為2000年1月20日)
- 中華電信的檢驗圖 （页面存档备份，存于）（時間未知）
- ntv7的檢驗圖 （页面存档备份，存于）（馬來西亞）
- 馬來西亞TV9的檢驗圖 （页面存档备份，存于）（時間未知）
- 電視廣播有限公司（TVB）的檢驗圖 （页面存档备份，存于）（截图时间未知）
- 朝日電視台的檢驗圖 （页面存档备份，存于）（截图时间未知）
- 毎日放送的檢驗圖 （页面存档备份，存于）
- 泰國第3電視台的檢驗圖（截图时间未知）
- 泰國第5電視台的檢驗圖 （页面存档备份，存于）
- 泰國第7電視台的檢驗圖 （页面存档备份，存于）（截圖時間為2010年2月）
- 越南河內電視台的檢驗圖 （页面存档备份，存于）（截圖時間為2013年2月22日）
- 中國中央電視台檢驗圖（截图时间未知）
- 北京電視台的檢驗圖 （页面存档备份，存于）（截图时间未知）
- 廣東衛視的檢驗圖 （页面存档备份，存于）（截图时间1990年代中后期）
- 南京電視台的檢驗圖 （页面存档备份，存于）（截图时间為2006年8月）
- 廣西電視台的檢驗圖 （页面存档备份，存于）（截圖時間為2002年1月）
- 南京電視台十八頻道的檢驗圖 （页面存档备份，存于）（EBC格式）
- 西安電視台的檢驗圖 （页面存档备份，存于）（截图时间未知）
- 文化廣播（MBC）的檢驗圖（大韓民國）
- 朝鮮中央電視台的檢驗圖
- 英國廣播公司寬螢幕檢驗圖 （页面存档备份，存于）
- 卡塔尔JSC Children的檢驗圖

### 相關網站
- The Test Card Gallery （页面存档备份，存于）（英文）